# Russell (Mondkrater)
Russell ist der Lava-gefüllte Rest eines lunaren Einschlagkraters. Er liegt im westlichen Teil des Oceanus Procellarum.
Der südsüdwestliche Rand von Russell überlappt den größeren Rand des ebenfalls lavagefluteten Struve Kraters, so dass die beiden Krater gemeinsam die Form einer Acht (8) ergeben. Östlich von Russell befindet sich der Briggs Krater und im Südosten die lavagefüllten Überreste von Eddington.
Wegen zahlreicher kleinerer Meteoriteneinschläge die den Wall überlagern, ist der Rand von Russell irregulär geformt. Der größte von ihnen ist Briggs A. Im Norden liegen zahlreiche kleinere Krater. Russels Boden ist wegen der Lava eben und auf gleicher Höhe mit dem ihn umgebenden mare. Außerdem fehlt die bei vielen lunaren Kratern sichtbare Erhöhung im Zentrum des Kraters.
Früher wurde Russell manchmal auch "Otto Struve A" genannt, oder er wurde einfach als Teil des größeren Struve-Kraters angesehen. So findet man ihn auf einigen älteren Mondkarten nicht oder unter oben genanntem Namen, wobei zu beachten ist, dass auch Eddington manchmal als "Otto Struve A" bezeichnet wurde.
| Buchstabe | Position           | Durchmesser | Link |
| --------- | ------------------ | ----------- | ---- |
| B         | 26,39° N, 78,26° W | 20 km       |      |
| E         | 28,6° N, 74,55° W  | 10 km       |      |
| F         | 28,09° N, 76,5° W  | 11 km       |      |
| R         | 28,95° N, 75,37° W | 43 km       |      |
| S         | 29,35° N, 77,05° W | 25 km       |      |